# Revanche
Revanche es una película del director Götz Spielmann, nominada al Óscar en el año 2009 como mejor película de habla no inglesa.

## Sinopsis
En la Viena actual, Alex es un exconvicto que trabaja para el dueño de un prostíbulo planea escaparse con su novia, una guapa y joven prostituta ucraniana. El sueño del hombre era hacer un atraco a un banco de las afueras, con lo que daría un giro a su vida. Pero todo sale mal, por culpa de una muerte accidental por parte de un policía. Alex obtiene el botín, pero a cambio de que producto de un disparo, muere la joven mujer. 
Desolado, Alex se refugia en la granja de su abuelo, no lejos de la escena del crimen. Pasan los días, y cada vez se introduce más en la vida del policía y de su mujer, mientras crece su obsesión por vengarse del crimen.

## Recaudación
- Total en EE. UU. y Canadá
  - USD 258,388
- Fin de semana de estreno en EE. UU. y Canadá
  - USD 16,330
  - 3 may 2009
- Total a nivel mundial
  - USD 886,407[1]